# كلود بارنارد
كلود بارنارد هو سائق قطار ‏ ونقابي وسياسي أسترالي، ولد في 16 أكتوبر 1890 في Mole Creek ‏ في أستراليا، وتوفي في 6 ديسمبر 1957 في لاونسستون في أستراليا. نشط حزبياً في حزب العمال الأسترالي. وقد انتخب عضو مجلس نواب تسمانيا ‏ عن دائرة Division of Bass (state) ‏ (6 مايو 1950 – 6 ديسمبر 1957) وانتخب عضو مجلس النواب الأسترالي ‏ عن دائرة Division of Bass ‏ (15 سبتمبر 1934 – 10 ديسمبر 1949).